# Pradalunga

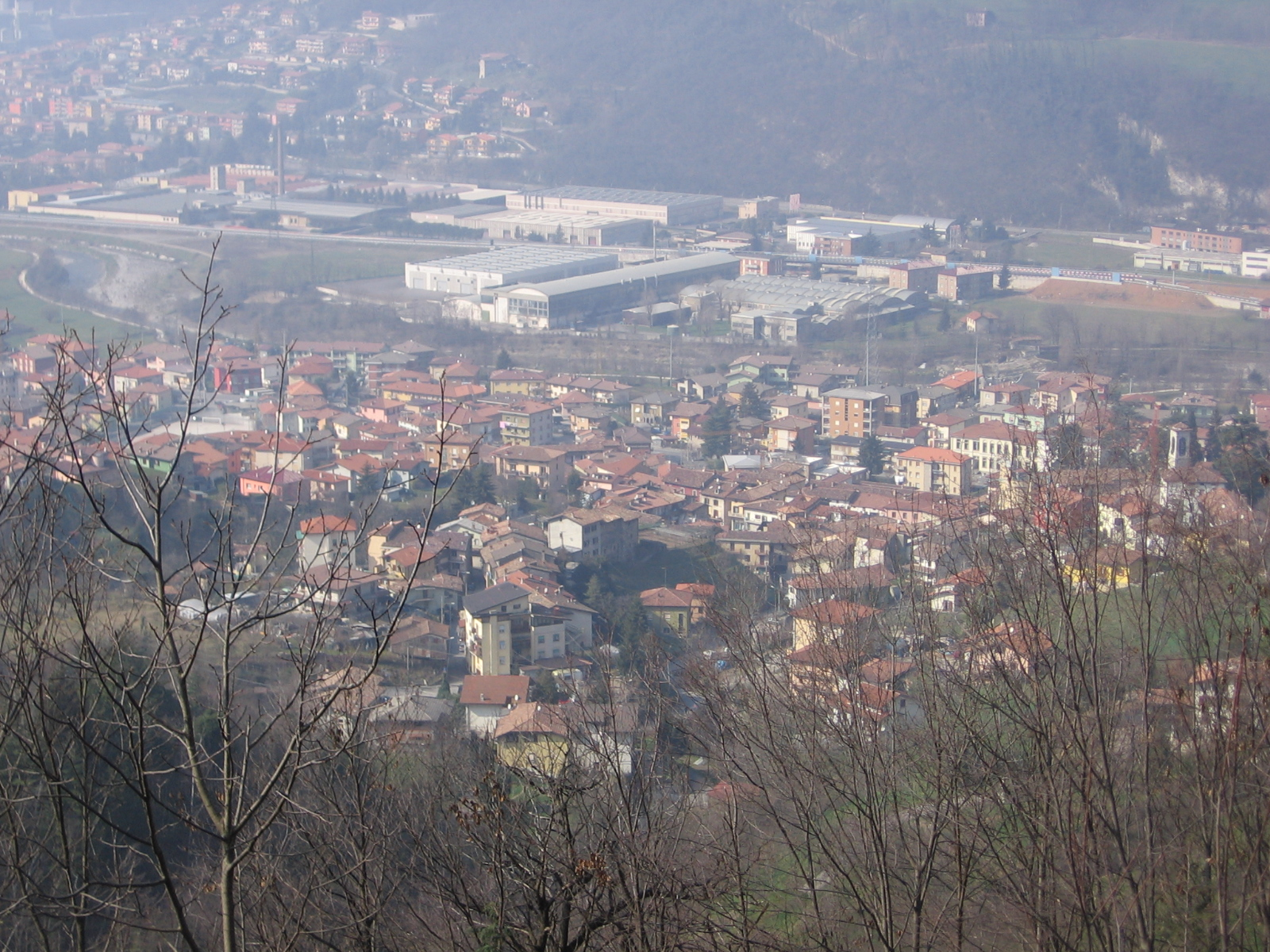
Panorama von Pradalunga

Pradalunga ist eine norditalienische Gemeinde (comune) mit 4526 Einwohnern (Stand 31. Dezember 2023) in der Provinz Bergamo in der Lombardei. Sie liegt am Fuße des Monte Misma (1160 m) im Valle Seriana.
Die Gemeinde am Serio liegt etwa 14 Kilometer nordöstlich von Bergamo.
Partnergemeinde ist das oberbayerische Unterammergau.